# فرودگاه رودخانه سالمن
فرودگاه رودخانه سالمن (به انگلیسی: Salmon River Airfield) یک فرودگاه همگانی بهره‌برداری هوایی است که یک باند فرود چمن دارد و طول باند آن ۶۱۰ متر است. این فرودگاه در کشور ایالات متحده آمریکا قرار دارد و در ارتفاع ۱۶۵ متری از سطح دریا واقع شده است.